# Elfrid Payton
Elfrid Payton, Jr. (* 22. Februar 1994 in Gretna, Louisiana) ist ein US-amerikanischer Basketballspieler. Seit November 2024 steht er in der NBA bei den New Orleans Pelicans unter Vertrag.

## Karriere
Payton spielte drei Jahre für die University of Louisiana at Lafayette. Dort entwickelte er sich zu einem der besten Point Guards auf Collegeebene. Besonders stark war seine Verteidigung, weswegen er 2014 zum Sun Belt Defensive Player of the Year ausgezeichnet wurde und den Lefty Driesell Award als bester Verteidiger der NCAA Division I gewann. Er erzielte in seinem Junior-Jahr 19,3 Punkte, 6,0 Rebounds, 5,9 Assists und 2,3 Steals pro Spiel und meldete sich im Anschluss darauf zur NBA-Draft an.
Bei der NBA-Draft 2014 wurde er an zunächst an zehnter Stelle von den Philadelphia 76ers ausgewählt, jedoch kurz im Anschluss für die Draftrechte an Dario Šarić zu den Magic transferiert.
Payton etablierte sich sofort als Starter bei den jungen Orlando Magic. In seiner Rookie-Saison erreichte Payton in zwei aufeinander folgenden Spielen jeweils ein Triple-Double: am 18. März 2015 in einer Niederlage gegen die Dallas Mavericks (15 Punkte, 10 Rebounds, 12 Assists) und am 20. März in einem Sieg gegen die Portland Trail Blazers (22 Punkte, 10 Rebounds, 10 Assists). Er war der erste NBA-Rookie seit Antoine Walker (1997) und der siebte in der Liga-Geschichte, dem dies gelang. Am Ende der Saison wurde Payton in das NBA All-Rookie First Team berufen. In seinem ersten Jahr erzielte er in 82 Spielen 8,9 Punkte, 4,3 Rebounds, 6,5 Assists und 1,7 Steals pro Spiel.
Am 8. Februar 2018 wurde Payton kurz vor Ablauf seines Vertrages im Tausch gegen einen Zweitrunden-Pick von den Orlando Magic zu den Phoenix Suns transferiert. Für die Suns bestritt Payton in derselben Spielzeit noch 19 Spiele, bevor sein Vertrag zum Ende der Saison nicht verlängert wurde. Als Free Agent unterschrieb Payton am 9. Juli 2018 einen Einjahresvertrag bei den New Orleans Pelicans. Im März 2019 gelangen Payton fünf aufeinanderfolgende Triple-Doubles, womit Payton erst der fünfte Spieler in den letzten 35 Jahren ist, dem dies in der NBA gelang. Die anderen sind Oscar Robertson, Wilt Chamberlain, Michael Jordan und Russell Westbrook.
Nach Ablauf seines Vertrages in New Orleans wechselte Payton erneut innerhalb der Liga und unterzeichnete einen Vertrag bei den New York Knicks. 
Im August 2021 unterzeichnete Payton einen Einjahresvertrag bei den Phoenix Suns.

## Nationalmannschaft
Payton spielte 2013 bei der U-19-Basketball-Weltmeisterschaft mit und gewann mit den USA die Goldmedaille.

## Karriere-Statistiken

### NBA
Reguläre Saison
| Saison  | Team              | GP  | GS  | MPG  | FG % | 3P % | FT % | RPG | APG | SPG | BPG | PPG  |
| ------- | ----------------- | --- | --- | ---- | ---- | ---- | ---- | --- | --- | --- | --- | ---- |
| 2014–15 | Orlando           | 82  | 63  | 30.4 | .425 | .262 | .551 | 4.3 | 6.5 | 1.7 | 0.2 | 8.9  |
| 2015–16 | Orlando           | 73  | 69  | 29.4 | .436 | .326 | .589 | 3.6 | 6.4 | 1.2 | 0.3 | 10.7 |
| 2016–17 | Orlando           | 82  | 58  | 29.4 | .471 | .274 | .692 | 4.7 | 6.5 | 1.1 | 0.5 | 12.8 |
| 2017–18 | Orlando / Phoenix | 63  | 63  | 28.7 | .493 | .326 | .649 | 4.3 | 6.2 | 1.3 | 0.3 | 12.7 |
| 2018–19 | New Orleans       | 42  | 42  | 29.8 | .434 | .314 | .743 | 5.2 | 7.6 | 1.0 | 0.4 | 10.6 |
| 2019–20 | New York          | 45  | 36  | 27.7 | .439 | .203 | .570 | 4.7 | 7.2 | 1.6 | 0.4 | 10.0 |
| Gesamt  | Gesamt            | 387 | 331 | 29.3 | .452 | .289 | .625 | 4.4 | 6.6 | 1.3 | 0.4 | 11.0 |